# Клермонт (окръг, Охайо)
Окръг Клермонт (на английски: Clermont County) е окръг в щата Охайо, Съединени американски щати. Площта му е 1186 km², а населението - 177 977 души (2000). Административен център е село Бътейвия.